# Virslīga 2011
Die Virslīga 2011 war die 20. Spielzeit der höchsten lettischen Fußball-Spielklasse der Herren seit deren Neugründung im Jahr 1992. Sie wurde vom Lettischen Fußballverband ausgetragen. Die Spielzeit begann am 2. April 2011 und endete am 5. November 2011.
Meister wurde zum vierten Mal in der Klubgeschichte der FK Ventspils.

## Modus
Die Liga umfasste anders als in der Vorsaison nur neun Teams. Aktueller Titelträger war der  Rekordmeister aus der lettischen Hauptstadt, Skonto Riga. Aufsteiger aus der 1. līga waren der FC Jūrmala und FB Gulbene, dem Vorjahressiebtplatzierten SK Blāzma wurde die Lizenz verweigert.
Die Meisterschaft wurde in einer regulären Spielzeit in zwei Hin- und zwei Rückrundenspielen ausgetragen. Jedes Team trat dabei vier Mal gegen jede andere Mannschaft an. In der Saison 2011 gab es keinen direkten Absteiger. Der Tabellenletzte spielte in der Relegation gegen den Erstplatzierten aus der zweitklassigen 1. līga.

## Vereine
| Verein                | Stadt      | Stadion             | Kapazität |
| --------------------- | ---------- | ------------------- | --------- |
| Skonto Riga           | Riga       | Skonto-Stadion      | 9.000     |
| JFK Olimps/RFS        | Riga       | Daugava-Stadion     | 5.683     |
| FC Jūrmala            | Jūrmala    | Skolas-Stadion      | 5.000     |
| FK Liepājas Metalurgs | Liepāja    | Daugava-Stadion     | 5.000     |
| FC Daugava Daugavpils | Daugavpils | Celtnieks-Stadion   | 4.100     |
| FK Ventspils          | Ventspils  | Olimpiskais-Stadion | 3.200     |
| FB Gulbene            | Gulbene    | Gulbenes-Stadion    | 3.000     |
| FK Jelgava            | Jelgava    | Ozolnieku-Stadion   | 2.200     |
| FK Jūrmala-VV         | Jūrmala    | Slokas-Stadion      | 2.000     |

## Abschlusstabelle
| Pl. | Verein                | Sp. | S  | U | N  | Tore    | Diff. | Punkte |
| --- | --------------------- | --- | -- | - | -- | ------- | ----- | ------ |
| 1.  | FK Ventspils          | 32  | 22 | 5 | 5  | 075:190 | +56   | 71     |
| 2.  | FK Liepājas Metalurgs | 32  | 22 | 4 | 6  | 072:260 | +46   | 70     |
| 3.  | FC Daugava Daugavpils | 32  | 19 | 6 | 7  | 058:300 | +28   | 63     |
| 4.  | Skonto Riga (M)       | 32  | 17 | 9 | 6  | 062:210 | +41   | 60     |
| 5.  | FC Jūrmala (N)        | 32  | 12 | 8 | 12 | 046:430 | +3    | 44     |
| 6.  | FK Jelgava (P)        | 32  | 13 | 4 | 15 | 047:540 | −7    | 43     |
| 7.  | FB Gulbene (N)        | 32  | 7  | 7 | 18 | 039:670 | −28   | 28     |
| 8.  | FK Jūrmala-VV         | 32  | 5  | 6 | 21 | 035:760 | −41   | 21     |
| 9.  | JFK Olimps/RFS        | 32  | 1  | 3 | 28 | 019:117 | −98   | 06     |

| (M) | amtierender Meister     |
| (P) | amtierender Pokalsieger |
| (N) | Neuaufsteiger           |

## Kreuztabelle
Die Kreuztabelle stellt die Ergebnisse aller Spiele dieser Saison dar. Die Heimmannschaft ist in der linken Spalte, die Gastmannschaft in der oberen Zeile aufgelistet. Die Teams spielen jeweils vier Mal gegeneinander, davon zwei Heim- und zwei Auswärtsspiele, sodass insgesamt 32 Spiele zu absolvieren sind.
| Hinrunde              | Skonto Riga | FK Ventspils | FK Liepājas Metalurgs | FC Daugava Daugavpils | FK Jūrmala-VV | FK Jelgava | JFK Olimps/RFS | FB Gulbene | FC Jūrmala |
| --------------------- | ----------- | ------------ | --------------------- | --------------------- | ------------- | ---------- | -------------- | ---------- | ---------- |
| Skonto Riga           |             | 1:3          | 0:2                   | 1:1                   | 2:0           | 4:0        | 4:0            | 2:1        | 0:1        |
| FK Ventspils          | 0:1         |              | 0:1                   | 2:1                   | 4:0           | 4:0        | 4:0            | 4:0        | 4:0        |
| FK Liepājas Metalurgs | 0:1         | 0:0          |                       | 2:0                   | 4:1           | 0:1        | 4:1            | 1:2        | 1:0        |
| FC Daugava Daugavpils | 1:1         | 1:1          | 2:1                   |                       | 1:0           | 3:1        | 2:0            | 2:0        | 1:1        |
| FK Jūrmala-VV         | 0:4         | 0:3          | 0:5                   | 1:3                   |               | 2:3        | 2:1            | 5:3        | 3:1        |
| FK Jelgava            | 1:2         | 2:0          | 1:3                   | 1:3                   | 1:0           |            | 5:1            | 3:1        | 0:2        |
| JFK Olimps/RFS        | 0:4         | 0:8          | 1:4                   | 0:6                   | 0:0           | 1:3        |                | 1:3        | 2:2        |
| FB Gulbene            | 1:0         | 0:2          | 0:0                   | 0:2                   | 1:1           | 3:0        | 2:1            |            | 1:1        |
| FC Jūrmala            | 1:2         | 0:1          | 1:3                   | 0:2                   | 0:2           | 1:1        | 4:0            | 4:1        |            |

| Rückrunde             | Skonto Riga | FK Ventspils | FK Liepājas Metalurgs | FC Daugava Daugavpils | FK Jūrmala-VV | FK Jelgava | JFK Olimps/RFS | FB Gulbene | FC Jūrmala |
| --------------------- | ----------- | ------------ | --------------------- | --------------------- | ------------- | ---------- | -------------- | ---------- | ---------- |
| Skonto Riga           |             | 0:1          | 0:1                   | 1:0                   | 3:0           | 2:1        | 6:0            | 5:0        | 1:1        |
| FK Ventspils          | 0:0         |              | 1:2                   | 2:1                   | 4:1           | 0:0        | 4:0            | 1:1        | 2:0        |
| FK Liepājas Metalurgs | 0:0         | 2:1          |                       | 1:3                   | 6:1           | 2:0        | 7:1            | 6:2        | 1:1        |
| FC Daugava Daugavpils | 0:0         | 1:1          | 0:1                   |                       | 2:1           | 2:1        | 2:0            | 2:1        | 3:0        |
| FK Jūrmala-VV         | 2:2         | 1:2          | 1:2                   | 0:3                   |               | 1:1        | 4:0            | 2:2        | 1:1        |
| FK Jelgava            | 1:4         | 1:2          | 3:2                   | 1:2                   | 4:1           |            | 2:1            | 3:0        | 0:2        |
| JFK Olimps/RFS        | 0:7         | 1:6          | 0:3                   | 1:3                   | 2:1           | 1:3        |                | 1:1        | 1:2        |
| FB Gulbene            | 1:1         | 0:3          | 0:1                   | 2:4                   | 4:1           | 2:3        | 3:0            |            | 0:2        |
| FC Jūrmala            | 1:1         | 2:3          | 1:4                   | 2:0                   | 2:0           | 2:0        | 6:1            | 2:0        |            |

## Relegation
Am Ende der regulären Saison trat der Neuntplatzierte der Virslīga gegen den Erstplatzierten der 1. līga in der Relegation an.
| Datum             |                     | Ergebnis  | !Tore                                                                       |
| ----------------- | ------------------- | --------- | --------------------------------------------------------------------------- |
| 10. November 2011 | JFK Olimps/RFS      | 1:2 (0:2) | FK Spartaks Jūrmala \|\|0:1 Rua (14.), 0:2 Panasjuks (21.), 1:2 Blūms (73.) |
| 13. November 2011 | FK Spartaks Jūrmala | 2:0 (1:0) | JFK Olimps/RFS \|\|1:0 Budilovs (32.), 2:0 Skalenko (49., Elfmeter)         |
| Gesamt:           | JFK Olimps/RFS      | 1:4       | FK Spartaks Jūrmala \|\|                                                    |

## Torschützenliste
| Pl. | Name                | Team                  | Tore |
| --- | ------------------- | --------------------- | ---- |
| 01. | Nathan Júnior       | Skonto Riga           | 22   |
| 02. | Mamuka Gongadze     | FC Daugava Daugavpils | 21   |
| 03. | Jurģis Kalns        | FK Liepājas Metalurgs | 16   |
| 03. | Vladislavs Kozlovs  | FK Jelgava            | 16   |
| 05. | Wadim Jantschuk     | FK Ventspils          | 12   |
| 06. | Vladimirs Kamešs    | FK Liepājas Metalurgs | 11   |
| 07. | Vīts Rimkus         | FC Jūrmala            | 10   |
| 08. | Vadims Gospodars    | FC Jūrmala            | 09   |
| 08. | Arevšats Hačatrjans | FB Gulbene            | 09   |
| 10. | Federico Martínez   | FK Ventspils          | 08   |
| 10. | Nerijus Valskis     | FK Liepājas Metalurgs | 08   |
| 10. | Ahmed Abdultaofik   | FK Ventspils          | 08   |